# Paul Robijns
Paul Robijns (2 oktober 1932) is een Belgische voormalige atleet, die gespecialiseerd was in de sprint. Hij werd eenmaal Belgisch kampioen.

## Biografie
Robijns werd in 1960 Belgisch kampioen op de 100 m. Hij was aangesloten bij AA Gent.

## Belgische kampioenschappen
| Onderdeel | Jaar |
| --------- | ---- |
| 100 m     | 1960 |

## Persoonlijke records
| Onderdeel | Prestatie | Datum        | Plaats  |
| --------- | --------- | ------------ | ------- |
| 100 m     | 10,9 s    | 31 juli 1960 | Brussel |
| 200 m     | 21,9 s    |              |         |

## Palmares
100 m
- 1960:  BK AC - 10,9 s